# L'Assomption
Pour les articles homonymes, voir Assomption (homonymie).
L'Assomption est une ville canadienne au Québec, chef-lieu de la MRC de L'Assomption, dans la région de Lanaudière. Son nom, qui fait référence à l'Assomption de Marie, lui vient de la rivière L'Assomption en bordure de laquelle elle se trouve.

## Histoire

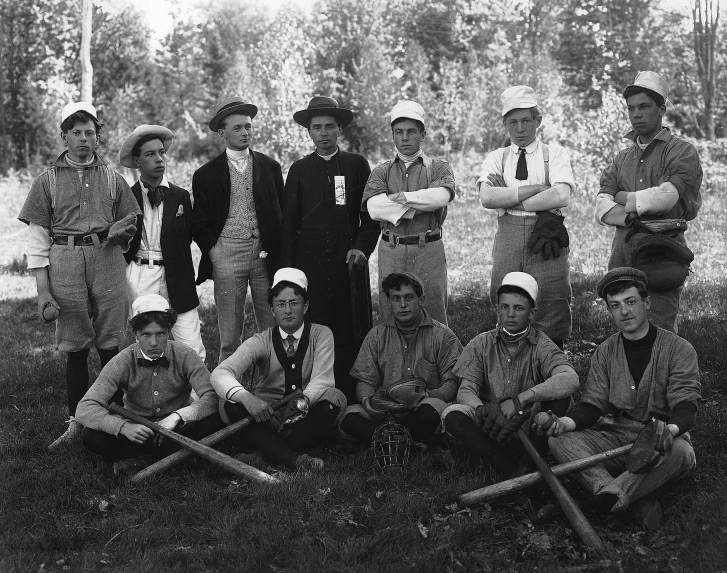
Équipe de baseball du collège de L'Assomption en 1908.

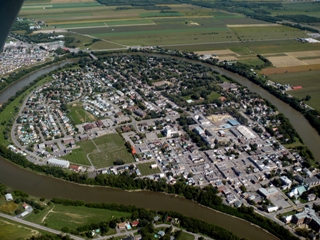
Partie centrale.

Colonisée entre 1670 et 1700, Pierre Lesueur, premier curé, fonde en 1717 la paroisse de Saint-Pierre-du-Portage, qui deviendra plus tard L'Assomption. Elle est érigée canoniquement en 1835 et formée de parties des seigneuries de Saint-Sulpice et de L'Assomption. En 1992, la paroisse de Saint-Pierre-du-Portage-de-l’Assomption (constituée en 1855) est fusionnée avec la ville de L’Assomption (constituée en 1888). La fondation du Collège de l'Assomption (1832), celle du couvent de la Congrégation de Notre-Dame (1845), et l'établissement d'une cour de justice et d'un bureau d'enregistrement (1842) contribuent à l'essor de L'Assomption au XIXe siècle.
Aujourd'hui, l'Assomption est une ville petite, mais dynamique, entourée de terres agricoles (tabac, petits fruits et industrie laitière).

## Géographie
L'Assomption est située au nord-est de Montréal, sur les rives de la rivière L'Assomption. La partie centrale de la ville se trouve sur une presqu'île tracée par les méandres de la rivière.
La ville est traversée par l'autoroute 40 et par les routes 339, 341, 343 et 344. Elle est également desservie par les trains du Canadien National ainsi que par les Chemins de fer Québec-Gatineau.

## Démographie
| 1991   | 1996   | 2001   | 2006   | 2011   | 2016   | 2021   |
| ------ | ------ | ------ | ------ | ------ | ------ | ------ |
| 10 817 | 11 366 | 15 625 | 16 738 | 20 065 | 22 429 | 23 442 |

## Administration
En 1992, la fusion administrative des deux municipalités (ville et paroisse) se confirme. En l'an 2000, la paroisse de Saint-Gérard-Majella se fusionne à L'Assomption. L'Assomption retrouve, avec ses 100 kilomètres carrés, le même territoire qu'à l'époque de la colonisation.
Les élections municipales se font en bloc et suivant un découpage de huit districts.
| L'Assomption Maires depuis 2005                                                                                      |                     |         |          |
| Élection | Maire               | Qualité | Résultat |
| 2005 | Pierre Gour         |         | Voir     |
| 2009 | Louise T. Francoeur |         | Voir     |
| 2013 | Jean-Claude Gingras |         | Voir     |
| 2017 | Sébastien Nadeau    |         | Voir     |
| 2021 | Sébastien Nadeau    | Voir    |          |
| Élection partielle en italique Depuis 2005, les élections sont simultanées dans toutes les municipalités québécoises |                     |         |          |

## Slogan
« Ville de culture et de patrimoine »

## Éducation
La ville est desservie par la Commission scolaire des Affluents (CSA). Cette dernière dirige cinq écoles primaires sur le territoire de la ville : du Méandre, divisée elle-même en trois édifices (Monseigneur-Charlebois, Marguerite-Bourgeois et Amédée-Marsan), au Point-du-Jour, Gareau, Saint-Louis et Louis-Laberge. Les deux autres établissements scolaires liés à la CSA sont de niveau secondaire : de l'Amitié et Paul-Arseneau.
En outre, un collège privé de niveau secondaire est situé au cœur du centre-ville : le Collège de l'Assomption, fondé en 1832 et est annexé au Cégep régional de Lanaudière à L'Assomption, qui offre des programmes techniques et préuniversitaires.

## Jumelage
L'Assomption a signé un contrat de partenariat en 1976 avec la ville française de Pons. Cependant, ce jumelage a été annulé en 2018 et ce, à l'initiative de la ville de Pons.

## Personnalités liées

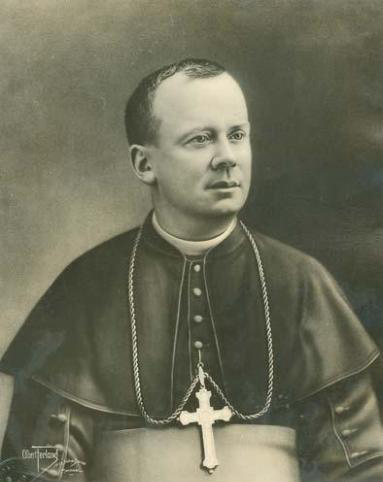
Mgr Joseph-Alfred Archambeault.

- Robert de Roquebrune, écrivain, essayiste et journaliste, était natif de L'Assomption.
- Isabelle Melançon, députée libérale de Verdun entre décembre 2016 et octobre 2022, réside à L'Assomption.
- Jean-Claude Gingras, ancien maire de la ville de 2013 à 2015, reconnu coupable d'entrave à la justice, d'intimidation et d'abus de confiance[7].
- Joseph-Alfred Archambeault, premier évêque de Joliette.
- Karl Tremblay, chanteur du groupe Les Cowboys Fringants, a résidé à l'Assomption avant son décès.

## Parcs et espaces verts
Secteur de Saint-Gérard-Majella
- Étang des Sources
- Parc Alfred-Robindaine
- Parc de la Pinède Lafortune
- Parc de l'Allée de la Valinière
- Parc de l'Amitié
- Parc des Christin
- Parc du Partage (2007)
- Parc du Vieux-Pont
- Parc linéaire de la Gare-de-Vaucluse

Secteur de L'Assomption
- Parc André-Courcelles
- Parc Antonio Saint-Roch
- Parc de la République (2011)
- Parc des Deux-Mille Arbres
- Parc des Moissons
- Parc des Pins-à-Damasse
- Parc du Bourg-Fleuri (1994)
- Parc du Coteau
- Parc du Régiment-de-la-Sarre
- Parc écologique de L'Assomption
- Parc François-Varin
- Parc Henri-Foucher (1995)
- Parc Jacques-Cartier
- Parc Juneau
- Parc Laurier
- Parc Léo-Jacques
- Parc Léo-Paul-Kay
- Parc LeSueur
- Parc Outaragavisipi
- Parc Passe-Soleil
- Parc Placide-Cormier
- Parc Robert-Duguay
- Parc Roger-Toupin
- Parc Saint-Louis